# Leggiero
Leggiero is een Italiaanse muziekterm met betrekking tot de voordrachtswijze waarmee een muziekstuk of passage eruit uitgevoerd dient te worden. Men kan de term vertalen als licht. Dit betekent dus dat, als deze aanwijzing wordt gegeven, men "licht" zal moeten spelen. Dit gebeurt vooral door de aanzet niet te zwaar te maken (indien daar sprake van is) en de dynamische aanwijzingen niet te sterk te benaderen. De aanwijzing heeft ook invloed op de benodigde frasering, daar een frasering waarbij de muzikale zinnen geleidelijk uit worden gespeeld een "lichter" effect hebben dan wanneer alle noten op dezelfde manier worden benaderd. Een verwante term is de aanwijzing giocoso. De term leggierissimo betekent zeer licht en is dus een versterking van leggiero, ofwel zeer leggiero.